# Воррен Кларк
Воррен Кларк (англ. Warren Clarke, 26 квітня 1947, Олдем — 12 листопада 2014) — британський актор. 
Кларк народився в Олдем, графство Ланкашир. Його першою телевізійною появою була роль у мильній опері «Вулиця Коронації». Дебютом в кіно став знаменитий фільм Стенлі Кубрика «Механічний апельсин» (1971). Зіграв широкий діапазон ролей на ТБ і в кіно-постановках як у Великій Британії, так і за кордоном. Одна з його найбільш помітних ролей — російський дисидент у фільмі Клінта Іствуда «Firefox» (1982).
У фільмі Роджера Янга «ГУЛАГ» («GULAG», 1985) він знову зустрівся на знімальному майданчику з Малкольмом Макдавеллом, зігравши одну з головних ролей — російського козака, який здійснив втечу з табору в компанії американця (Девід Кіт) і англійця (Малкольм Макдавелл). Найбільшу популярність йому принесла роль поліцейського Ендрю Делзіла в телесеріалі «Делзіл і Пескоу».
Помер у листопаді 2014 року після нетривалої хвороби.